# Diplotaxis dahli
Diplotaxis dahli är en skalbaggsart som beskrevs av Mont A. Cazier 1940. Diplotaxis dahli ingår i släktet Diplotaxis och familjen Melolonthidae. Inga underarter finns listade i Catalogue of Life.